# Borja San Emeterio
Borja San Emeterio Díaz est un footballeur espagnol né le 16 mars 1997 à Sierra de Ibio (es) en Cantabrie. Il évolue au poste de défenseur à l'Atlético Baleares.

## Biographie

### En sélection
Borja San Emeterio participe au championnat d'Europe des moins de 19 ans 2015 organisé en Grèce. L'Espagne remporte la compétition en battant la Russie.

### Vie personnelle
Borja San Emeterio est le frère jumeau de Fede San Emeterio, lui aussi footballeur professionnel.

## Palmarès
- Vainqueur du championnat d'Europe des moins de 19 ans 2015 avec l'équipe d'Espagne